# Archipelagi Europy Północnej
W skład archipelagów Europy Północnej (0) wchodzą archipelagi arktyczne (Svalbard, Ziemia Franciszka Józefa) oraz wyspy na Morzu Norweskim (Islandia, Wyspy Owcze) i częściowo Morzu Grenlandzkim (Jan Mayen). Svalbard to grupa wysp należących do Norwegii, położonych w Arktyce, w północnej części O. Atlantyckiego. W jego skład wchodzą m.in.: Spitsbergen, Wyspa Niedźwiedzia, Nadziei, Ziemia Króla Karola i inne. Jego powierzchnia (62 tys. km²) jest górzysta i pokryta lodowcami, klimat polarny, tundra. Ziemia Franciszka Józefa to z kolei rosyjski archipelag w północno-zachodniej części Morza Barentsa. Obejmuje grupę ok. 180 wysp o łącznej powierzchni 18,9 tys. km². Wyspy pokryte są niewysokimi pasmami górskimi zbudowane głównie z bazaltów. Islandia jest wyspą w północnej części O. Atlantyckiego (pow. 102 829 km²). Jej wnętrze zajmuje rozległy płaskowyż wulkaniczny, wznoszący się do wysokości 600–1000 m n.p.m. Niewielkie obszary nizinne spotyka się jedynie w południowo-zachodniej części wyspy. Ponad 1/10 część wyspy zajmują lodowce (największy – Vatnajokull). Na Islandii znajduje się 140 wulkanów, z których 26 jest aktywnych (najwyższy Hvannadalshnukur – 2119 m n.p.m.). Jan Mayen to wyspa na Morzu Grenlandzkim, między Islandią, Grenlandią i Svalbardem. Jest ona pochodzenia wulkanicznego. Powierzchnia wyżynno-górzysta, najwyższy szczyt 2277 m n.p.m. Klimat polarny, liczne lodowce, roślinność tundrowa. Wyspy Owcze to grupa 17 zamieszkanych wysp i wiele małych wysepek wulkanicznych w północnej części Oceanu Atlantyckiego. Naturalną roślinność stanowią: na wybrzeżu trawy wydmowe i solniska, w głębi wysp torfowiska. Z powodu silnych wiatrów drzewa nie występują, z wyjątkiem sprowadzonych przez człowieka.
Regionalizacja Archipelagów Europy Północnej: 
- 01 – Archipelagi arktyczne
  - 011 – Svalbard
    - 011.1 – Svalbard Mniejszy
    - 011.2 – Spitsbergen
    - 011.3 – Ziemia Północno-Wschodnia
    - 011.4 – Wyspy Edge’a i Barentsa

  - 012 – Ziemia Franciszka Józefa
    - 012.1 – Ziemia Jerzego
    - 012.2 – Ziemia Wilczka
    - 012.3 – Wyspa Grahama Bella
    - 012.4 – Ziemia Aleksandry
    - 012.5 – Wyspa Salisbury
    - 012.6 – Wyspa Halla
    - 012.7 – mniejsze wyspy
- 02 – Wyspy Morza Norweskiego
  - 021 – Islandia i wyspy sąsiednie
    - 021.1 – Islandia
    - 021.2 – Vestmannaeyjar
    - 021.3 – wyspy północnej Islandii

  - 022 – Jan Mayen
    - 022.1 – Północny Jan Mayen
    - 022.2 – Południowy Jan Mayen

  - 023 – Wyspy Owcze
    - 023.1 – wyspy północno-zachodnie
    - 023.2 – wyspy północno-wschodnie
    - 023.3 – wyspy południowe